# Gemäldegalerie Alte Meister
La Gemäldegalerie Alte Meister (in italiano: "Pinacoteca dei maestri antichi") di Dresda è uno dei più importanti musei d'Europa: ha sede nel palazzo dello Zwinger, capolavoro barocco dell'architetto Matthäus Daniel Pöppelmann, e possiede una collezione di oltre 2 000 dipinti e numerosissime incisioni.
È parte dello Staatliche Kunstsammlungen Dresden (in italiano: "Collezioni d'arte statali di Dresda") oltre ad altri undici musei tra cui il Grünes Gewölbe, il Kupferstich-Kabinett, il Münzkabinett e la Rüstkammer, di proprietà dello Stato di Sassonia.
Conserva oltre settecento dipinti, sistemati all'interno di cornici d'oro antico. Le opere d'arte italiane sono esposte in sale con muri di colore rosso intenso, a differenza dei quadri fiamminghi e olandesi, circondati da uno sfondo verde.

## Storia
Quando fu fondata la "Kunstkammer" degli Elettori di Sassonia a Dresda nel XVI secolo, i dipinti erano considerati secondari, al pari di pezzi da collezione di tutte le aree scientifiche, altre opere d'arte e curiosità varie.
Il nucleo originale risale a Federico il Saggio, protettore di Dürer e Cranach; i primi che iniziarono a collezionare opere d'arte in maniera sistematica furono Federico Augusto I, Elettore di Sassonia, e suo figlio Federico Augusto II. Federico Augusto I si appropriò illegalmente di molti dipinti che si trovavano in Polonia attorno al 1720, come due opere di Rembrandt originariamente nella collezione del Castello Reale di Varsavia: il "Ritratto di un uomo barbuto col berretto nero" (1657, conosciuto anche come "Ritratto di un rabbino") e il "Ritratto di un uomo dal cappello decorato di perle" (1667).
La collezione di dipinti, il cui numero cresceva sempre più velocemente, richiese infine più spazio per la conservazione e la presentazione. Pertanto bisognava trovare nuove sale di esposizione. Nel 1745, con la famosa vendita di Dresda, fu arricchita dai cento migliori pezzi della collezione di Francesco III d'Este, duca di Modena. Nello stesso anno, si diede inizio alla riorganizzazione dello "Stallhof" (stalla degli Elettori) vicino alla Frauenkirche, dove le opere d'arte furono esposte a partire dal 1747. Allo stesso tempo la collezione aveva acquisito fama europea. Dipinti provenienti da tutta l'Europa (Italia, Parigi, Amsterdam e Praga) arrivarono a Dresda. Le attività di acquisto degli Elettori furono coronate dall'acquisizione della Madonna Sistina di Raffaello nell'anno 1754; ancora oggi, la maggior parte dei visitatori vede questo dipinto come il più grandioso tra i capolavori esposti.
Il 25 settembre 1855, fu aperto il "Neues Königliches Museum" (Nuovo Museo Reale) nell'edificio dell'architetto Gottfried Semper, realizzato sul lato destro dello Zwinger dove la galleria è a tutt'oggi collocata. Gravemente danneggiata durante il terribile bombardamento di Dresda del 1945, fu ricostruita nella seconda metà degli anni cinquanta; le sue opere, salvatesi in gran parte perché portate al sicuro prima della guerra, furono trasferite in Russia dopo di essa e vennero restituite a Dresda nel 1956. Il museo è stato restaurato e riallestito tra il 1988 e il 1992 dopo la caduta del muro, col ripristino delle decorazioni interne originali riprodotte secondo le foto d'epoca.
Il ricco patrimonio artistico è stato duramente colpito ancora da una grave piena dell'Elba del 2002. I capolavori sono stati salvati solo perché portati ai piani alti degli edifici.

## I capolavori del museo

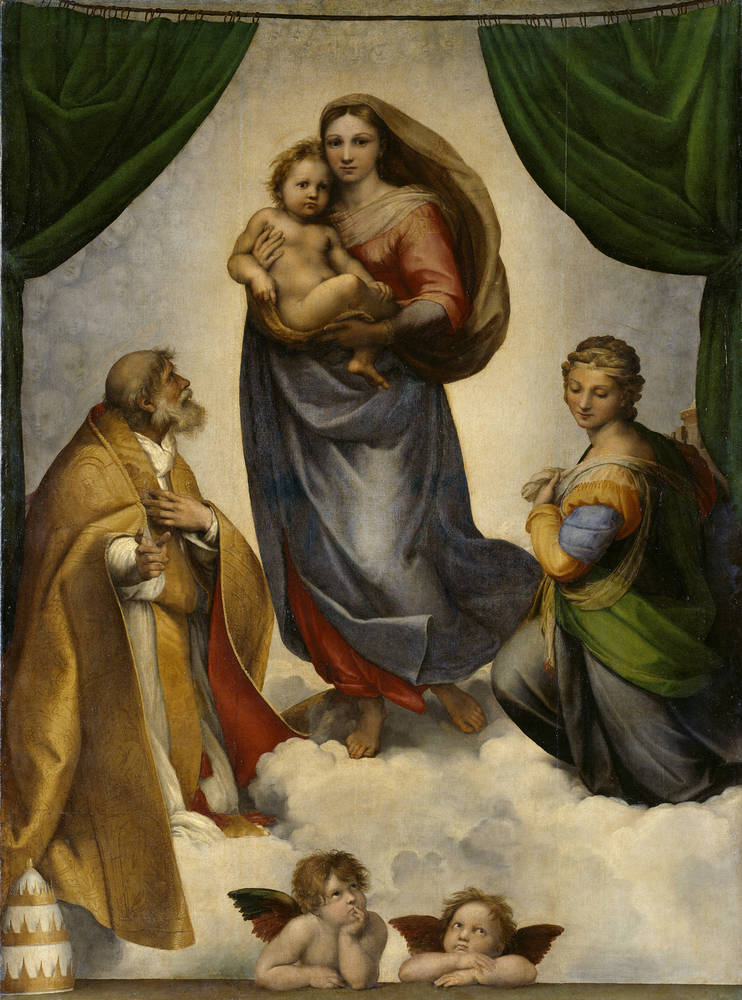
Raffaello, La Madonna Sistina, 1512-13

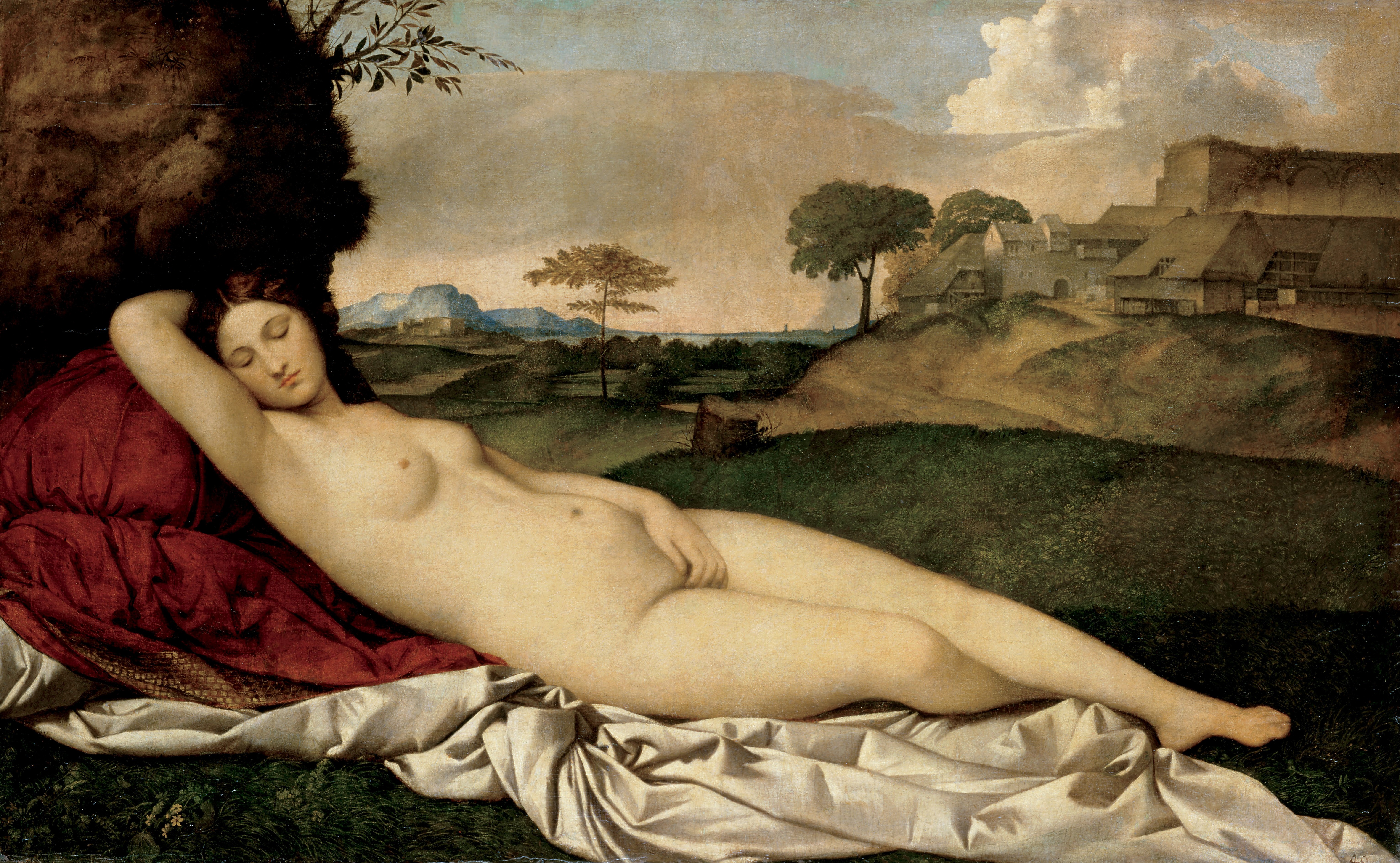
Giorgione, Venere dormiente, 1508-10

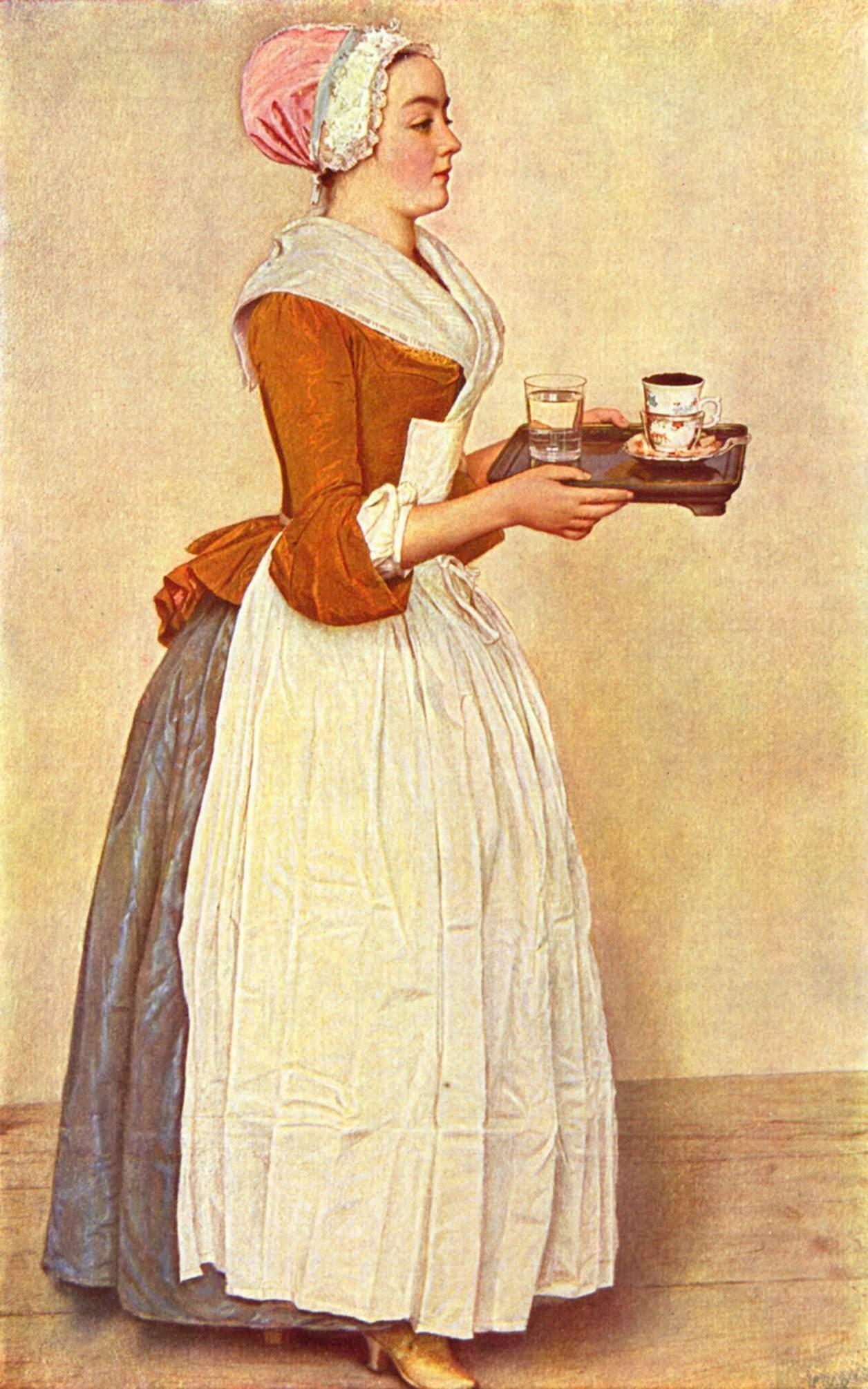
Jean-Étienne Liotard, La cioccolataia, 1744-45

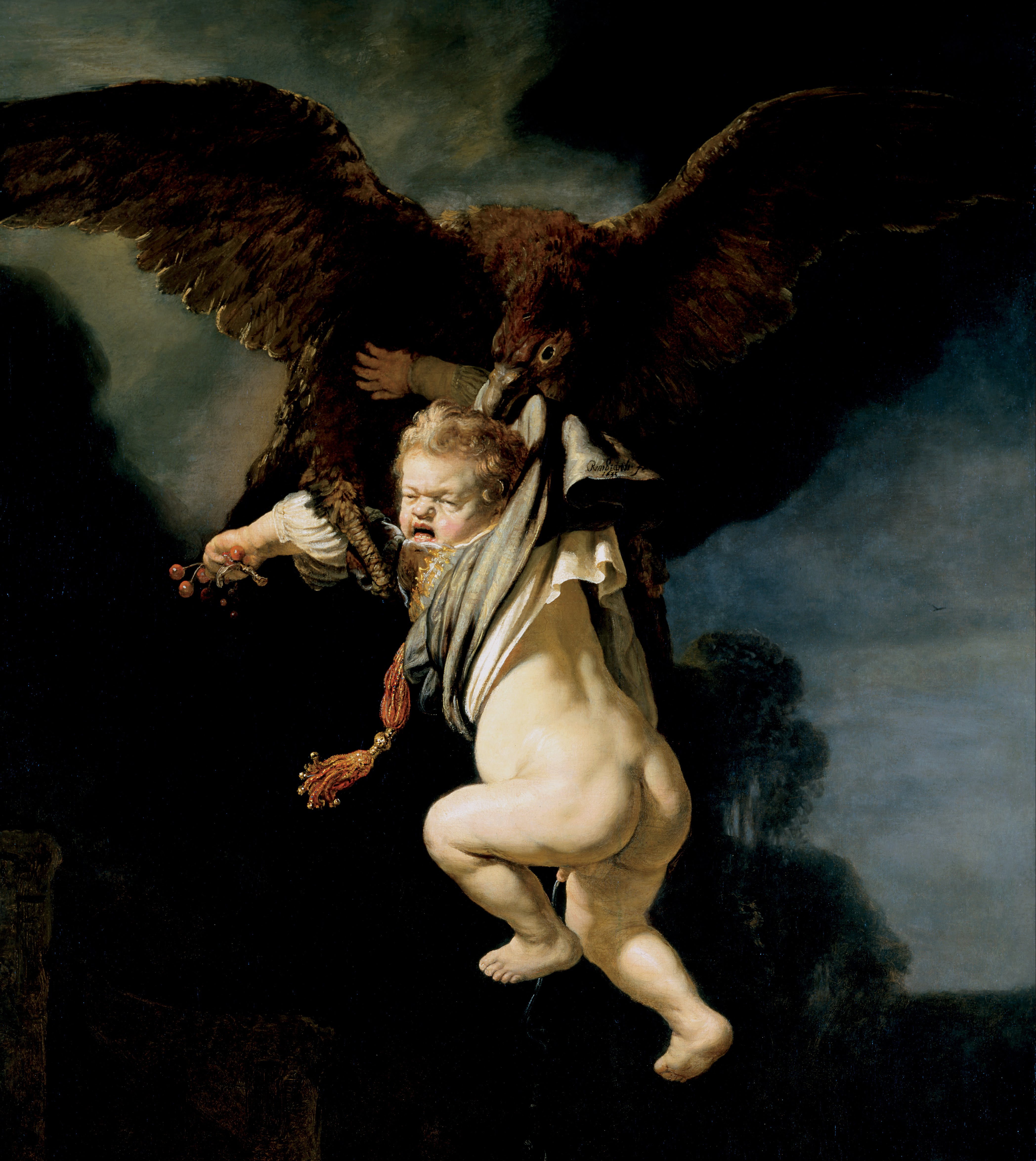
Rembrandt van Rijn, Il ratto di Ganimede, 1635

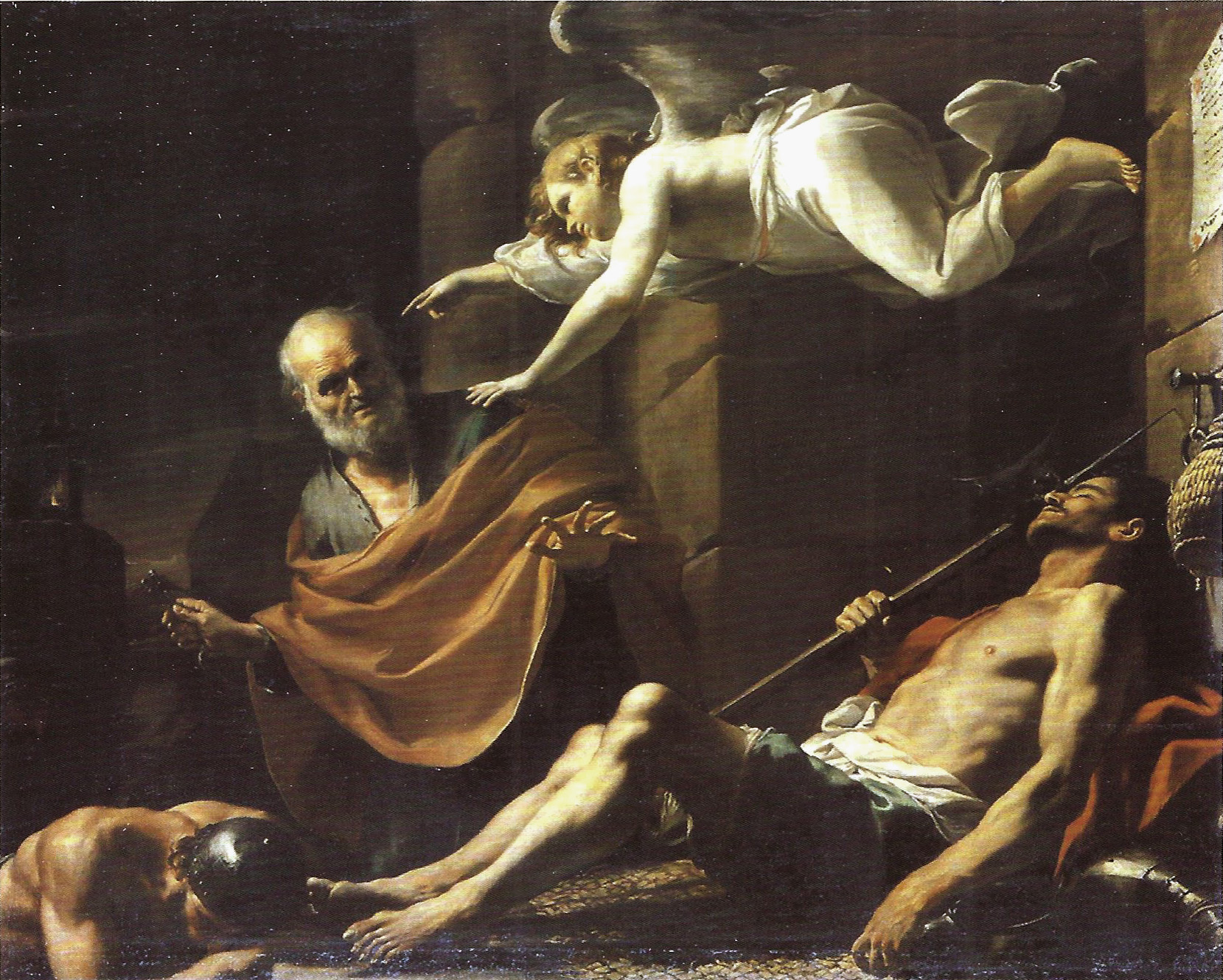
Mattia Preti, Liberazione di San Pietro, 1650

La ragione della fama mondiale della Gemäldegalerie Alte Meister di Dresda è sicuramente la presenza di capolavori realizzati tra il XV ed il XVII secolo. Tra le più importanti opere esposte, si trovano i dipinti italiani del periodo rinascimentale e barocco, nonché quadri fiamminghi risalenti per la maggior parte al XVII secolo. Nella galleria è inoltre esposta una serie di importanti opere d'arte realizzate da pittori tedeschi, francesi e spagnoli. Si trovano poi tavole e tele del primo Rinascimento.
Conserva opere, tra gli altri, di Andrea Mantegna, di Cima da Conegliano, di Jacopo Palma il Vecchio, del Veronese, di Giambattista Pittoni, del Tintoretto, di Mattia Preti, di Giuseppe Maria Crespi, di Velázquez, Lukas Cranach, Albrecht Dürer, Hans Holbein, Nicolas Poussin e Claude Lorrain.

### Scuola tedesca
Lucas Cranach il Vecchio
- Ritratti di Enrico il Pio e di Caterina di Macklenburg, 1514
- Eva, 1531

Albrecht Dürer
- Altare di Dresda, 1496-1504 circa
- (bottega) scomparti perimetrali del Polittico dei Sette Dolori, 1500 circa
- Ritratto di Bernhart von Reesen, 1521

Hans Holbein il Giovane
- Charles de Solier, Sieur de Morette, 1534-1535

### Scuola italiana
Andrea del Sarto
- Matrimonio mistico di santa Caterina d'Alessandria, 1512-1513 circa
- Sacrificio di Isacco, 1527-1529 circa

Antonello da Messina
- San Sebastiano

Annibale Carracci
- Assunzione, 1587 circa
- San Sebastiano, 1583-1584
- Madonna col bambino in trono, con i santi Francesco, Matteo e Giovanni Battista. 1588
- Amor di virtù, 1588-1589
- Ritratto di suonatore di liuto, 1593-1594
- Elemosina di san Rocco, 1595

Bacchiacca
- Leggenda del figlio del re morto, 1523 circa

Bernardo Bellotto
- Rovine della Kreuzkirche
- Dresda dalla riva destra dell'Elba al di là del ponte Augustus, 1748

Rosalba Carriera
- L'Africa, 1720 circa

Cima da Conegliano
- Presentazione della Vergine Maria al Tempio
- Cristo benedicente
- Cristo

Correggio
- Madonna di San Francesco, 1514-1515
- Madonna di San Sebastiano, 1524 circa
- Adorazione dei pastori (La Notte)
- Madonna di San Giorgio

Franciabigio
- Betsabea al bagno, 1523 circa

Francesco del Cossa
- Annunciazione

Giorgione
- Venere dormiente, 1507-1510 circa

Guercino
- Quattro evangelisti, 1615
- Dorinda, Silvio e Linco, 1647

Andrea Mantegna
- Sacra Famiglia con sant'Anna e san Giovannino, 1495-1505 circa

Palma il Vecchio
- Ninfa in un paesaggio, 1518-1520

Parmigianino
- Madonna della Rosa, 1530
- Pala di Casalmaggiore, 1540

Pinturicchio
- Ritratto di ragazzo

Raffaello
- Madonna Sistina, 1513-1514 circa

Guido Reni
- Bacco fanciullo
- Madonna in trono con tre Santi

Tiziano
- Madonna col Bambino tra i santi Battista, Paolo, Maddalena e Girolamo, 1515-1518 circa
- Cristo della moneta, 1516 circa

Mattia Preti
- Liberazione di San Pietro, 1650 circa

### Scuola fiamminga e olandese
Jacob Jordaens
- Diogene alla ricerca dell'uomo onesto, 1642 circa

Rembrandt
- Ratto di Ganimede
- Saskia col fiore rosso
- Pesatrice d'oro
- Testa d'uomo barbuto

Peter Paul Rubens
- Betsabea alla fontana
- Ercole ubriaco, portato via da Ninfa e Satiro, 1613-1614 circa
- San Gerolamo

Antoon van Dyck
- Ritratto di comandante con armatura e sciarpa rossa, 1625-1627 circa

Jan van Eyck
- Trittico di Dresda

Jacob Van Ruisdael
- Cimitero ebraico

Rogier van der Weyden
- Crocifissione

Adriaen Hendriksz Verboom
- Sentiero sotto gli alberi

Jan Vermeer
- Mezzana, 1656
- Donna che legge una lettera davanti alla finestra, 1659 circa

### Scuola francese
Jean-Étienne Liotard
- La cioccolataia

Nicolas Poussin
- Pan e Siringa, 1637

Louis de Silvestre
- Ritratto di Augusto II

### Scuola spagnola
Diego Velázquez
- Don Juan Mateos, 1632
- Ritratto del Conte Duca di Olivares, 1635
- Ritratto di cavaliere dell’Ordine di Santiago, 1645

Francisco de Zurbarán
- San Bonaventura in preghiera, 1628-1629